# Sacramental
Se llama sacramental al individuo de la cofradía destinada a dar culto al Santísimo Sacramento del altar y a la misma hermandad. 
Data su origen de la autorización que expresa la ley 6, título II, lib. I de la Novísima Recopilación, que recomienda la fundación de las mismas en real orden de 1773, a la vez que manda extinguir todas las cofradías que carezcan de real autorización. Se prohíbe en la misma ley erigir congregación ninguna sin la autorización real, además de la del Ordinario. En 1783 se encargó de nuevo la supresión de las que no tuvieran el expresado requisito, mas se encargó que se sostuvieran las sacramentales. Estas reales órdenes y ley tuvieron por objeto cortar los abusos de las hermandades y cofradías que en algunas se cometían con las comilonas y funciones de mucho fausto y ninguna devoción. Estas disposiciones, sin embargo, no pudieron cortar de raíz tales abusos.
Según el diccionario de la DRAE (acepciones 6 y 7), en Madrid, se aplica sacramental a una cofradía que tiene por principal fin procurar enterramiento en terrenos de su propiedad a los cofrades o al cementerio utilizado por una cofradía sacramental.